# Ethil ferch Cynan
 Ethil ferch Cynan (Ethil Tochter von Cynan, auch Ethyllt oder Ettil genannt, * 8. Jahrhundert; † nach 814/815) war eine keltische Prinzessin aus der Dynastie, die sich nach überlieferten Genealogien von Cunedda Wledig ap Edern (cl. um 450) ableitet, der das im Nordwesten von Wales gelegene mittelalterliche Königreich Gwynedd gegründet hatte. Sie wurde als Letzte der Dynastie zur Erbin des Königreiches. Ihre Bedeutung liegt darin, dass sich in ihren Nachkommen das Erbe von drei keltischen Dynastien vereinigt, die nach traditionellen Genealogien bis in die Spätantike zurückreichen. Zugleich war sie eine europäische Stammmutter, da von ihr die späteren Fürsten von Wales, die bis 1293 regierten, und in der Folge neben dem Haus Tudor alle späteren Könige Englands und zahlreiche europäische Dynastien und Familien abstammen.

## Herkunft

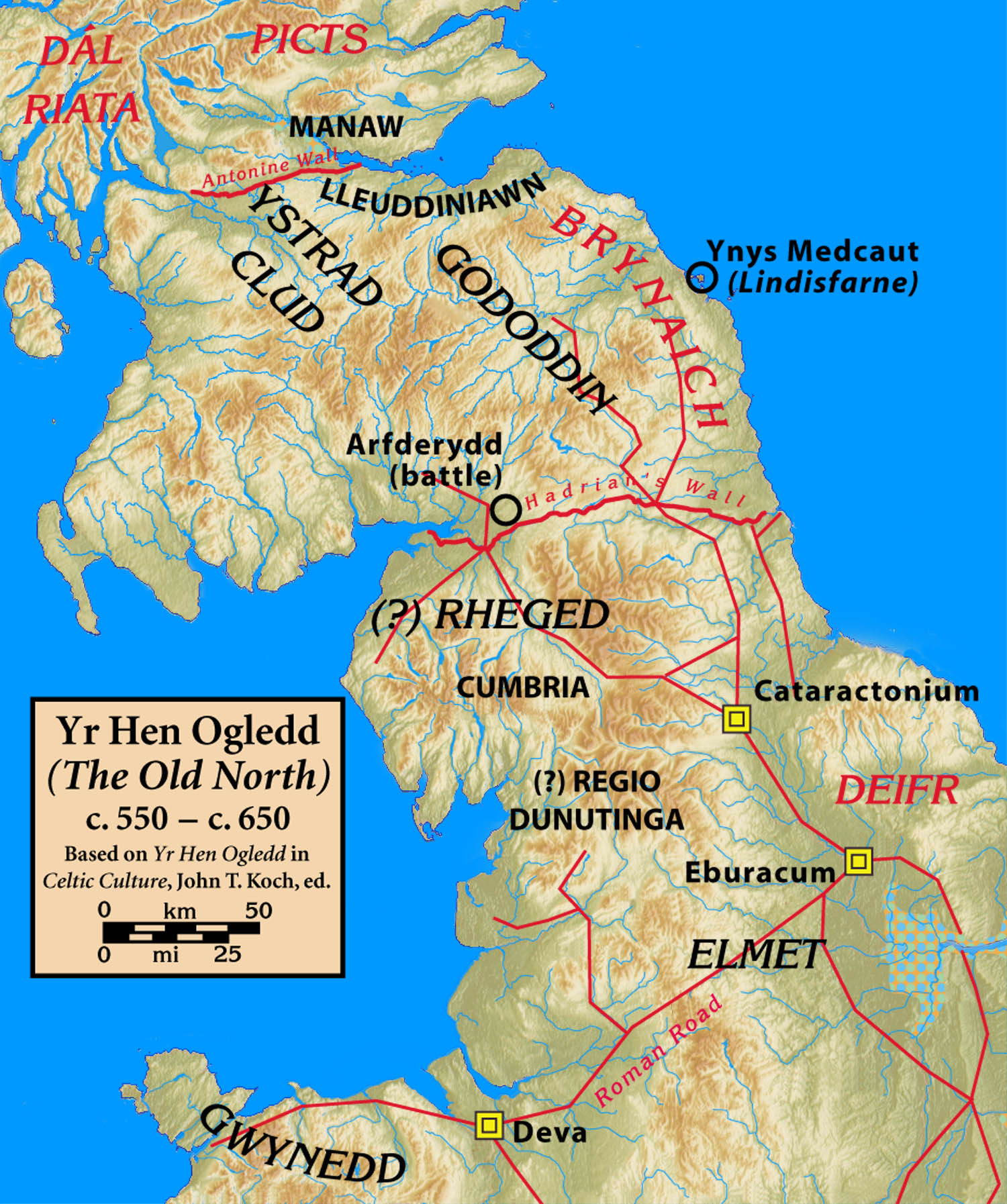
Yr Hen Ogledd, ca. 550–650

Die Familie Ethils stammt ursprünglich aus dem sogenannten Hen Ogledd (dem Alten Norden) Britanniens, d. h., aus dem Landesteil, der heute dem Süden Schottlands, und dem Norden Englands entspricht. Dort lebte eine Bevölkerungsgruppe, die als „Gwŷr y Gogledd“ d. h., die Männer aus dem Norden, bezeichnet wurde, die eine eigene keltische Sprache, das Kumbrische sprach und die seit der Spätantike von einheimischen Dynastien regiert wurde, die als Föderaten im Dienst des Römischen Reiches die lokale Verwaltung und Verteidigung ausübten.
Nach den überlieferten Genealogien trugen die ältesten als historisch angesehenen Vorfahren von Ethil römische Vornamen, wie Tacitus (Tegid), Paternus (Padarn) und Aeternus (Edeyrn), obwohl sie wohl keltischer oder römisch-keltischer Herkunft waren.
Der nähere Stammvater Ethils, der Kriegsherr Cunedda Wledig ap Padarn (Cunedda der Häuptling, Sohn des Paternus), der der Überlieferung nach am Hadrianswall mit Kämpfern aus dem keltischen Stamm der Votadini Einfälle der Pikten abgewehrt hatte, wandte sich um 450 mit seinen Truppen und seinen Söhnen von Manau Gododdin – der modernen Region Clackmannanshire in Schottland – nach Nordwales, um die sich dort ausbreitenden Skoten (Iren) zu vertreiben. Aus dem eroberten Gebiet schuf er das Königreich Gwynedd und wurde zum Stammvater der Dynastie, die dort über dreihundertfünfzig Jahre lang regierte.
Ethils Vater, Cynan Dindaethwy ap Rhodri Molwynog (* um 740, † 816), regierte ab 798 als König von Gwynedd, wurde jedoch 816 von seinem Bruder Hywel ao Rhodri Molywynog gestürzt, der bis 825 als Letzter seines Hauses als König von Gwynedd regierte. Ethils Mutter Mahallt (Mathilda) wurde als eine Tochter eines Lord Flint angegeben.

### Abstammung von Cunedda
Die überlieferte Stammfolge der ersten Dynastie der Könige von Gwynedd lautet nach den Harleian Genealogies aufsteigend von Ethil wie folgt:
- Tacit ap Cein (Tacitus Sohn von Cein)
- Padern Beisrudd ap Tacit (Paternus mit der roten Robe, Sohn des Tacitus)
- Edern ap Patern Beisrudd
- Cunedda  ap Edern genannt Cunedda Wledig (Cunedda der Kaiser)
- Einion Yrth ap Cunedda (Einior der Ungestüme) (um 470 – 480)
- Cadwallon Lawhir ap Einion (um 500–534)
- Maelgwn Hir ap Cadwallon (Maelgwn der Lange) (534–547)[9]
- Rhun Hir ap Maelgwn von 547 bis 580
- Beli ap Rhun, König von 580 bis 599
- Iago ap Beli, König von Gwynedd 599 bis 616
- Cadfan ap Iago, König Gwynedd von 616 bis 625
- Cadwallon ap Cadfan, König von Gwynedd 625 bis 633
- Cadwaladr Fendigaid (der Gesegnete) ap Cadwallon, König von 654–682[10]
- Idwal Iwrch ap Cadwaladr, König ab 682–720
- Rhodri Molwynog ap Idwal, König von 720 bis 754[11]
- Cynan Dindaetwy, König von 798–816, er starb nach den Annales Cambriae im Jahre 816[12]
- Ethil  (Ethyllt, Esylt) ferch Cynan

## Leben

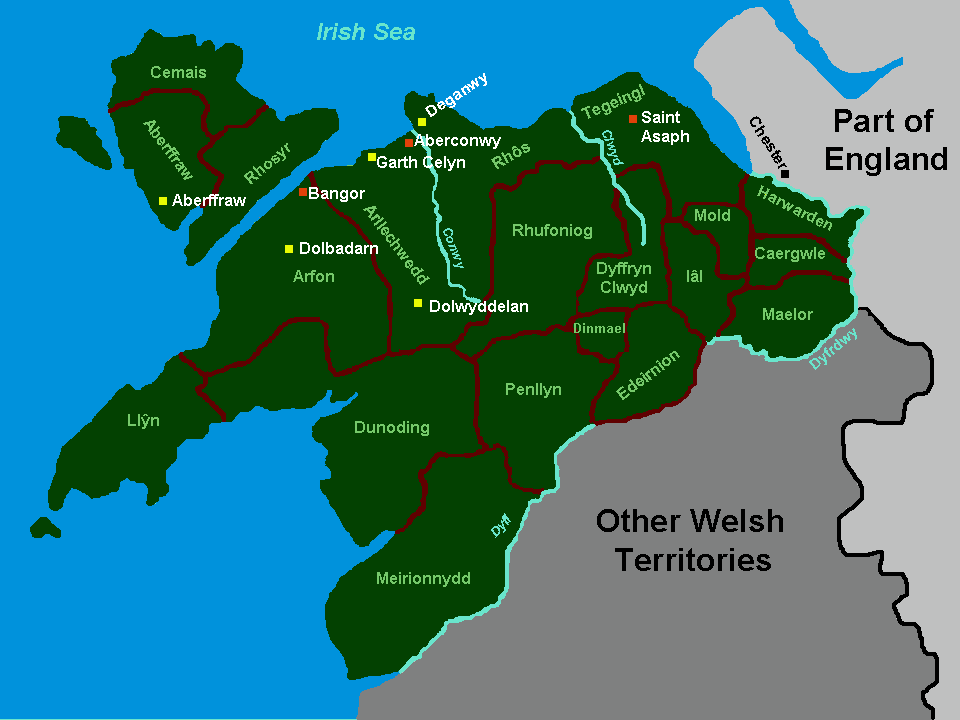
Königreich Gwynedd: Übersichtskarte

Über das Leben Ethils sind keine biographischen Details bekannt, es war jedoch durch die Entwicklungen im Königreich Gwynedd zu ihrer Zeit geprägt. Ihr Vater, Cynan Dindaethwy, konnte nach dem Tod seines Vaters, Rhodri Molwynog ap Idwal, der von etwa 720 bis 754 als König von Gwynedd regiert hatte, nicht dessen Nachfolge antreten. Dies, da Caradog ap Meirion von Rhos, ein anderer Prätendent auf die Krone, die Herrschaft über Gwynedd 754 übernahm und bis zu seinem Tod im Jahre 798 ausübte.
Sie lebte daher viele Jahre unter der Fremdherrschaft von König Caradog, während ihr Vater über vierzig Jahre auf seine Thronfolge warten musste. Dies könnte darauf beruhen, dass Ethils Vater Cynan beim Tod seines Vaters König Rhodri im Jahre 745 noch ein Kind war, weshalb eine Regentschaft vorgesehen wurde, die jedoch in eine langjährige Herrschaft ausartete.
Ein Ereignis aus dieser Zeit ist die um 768 erfolgte Beilegung eines lang dauernden religiösen Streites um das richtige Datum des Osterfestes, indem die Keltische Kirche in Wales schließlich dem Drängen Roms nachgab und die Methode der römisch-katholischen Kirche zur Berechnung des Datums übernahm.
König Caradog starb schließlich im Jahre 798 – nach den Annales Cambriae wurde er von Sachsen (vermutlich aus dem Königreich Mercia) getötet, indem man ihm die Kehle durchschnitt – worauf Ethils Vater, Cynan Dindaethwy ap Rhodri, König von Gwynedd wurde und bis 816 regierte. Er residierte jedoch, anders als spätere Könige, nicht in Aberffraw im Westen von Anglesey, sondern in Llanfaes (heute ein kleines Dorf) an der Küste der Menaistraße im Südosten von Anglesey.

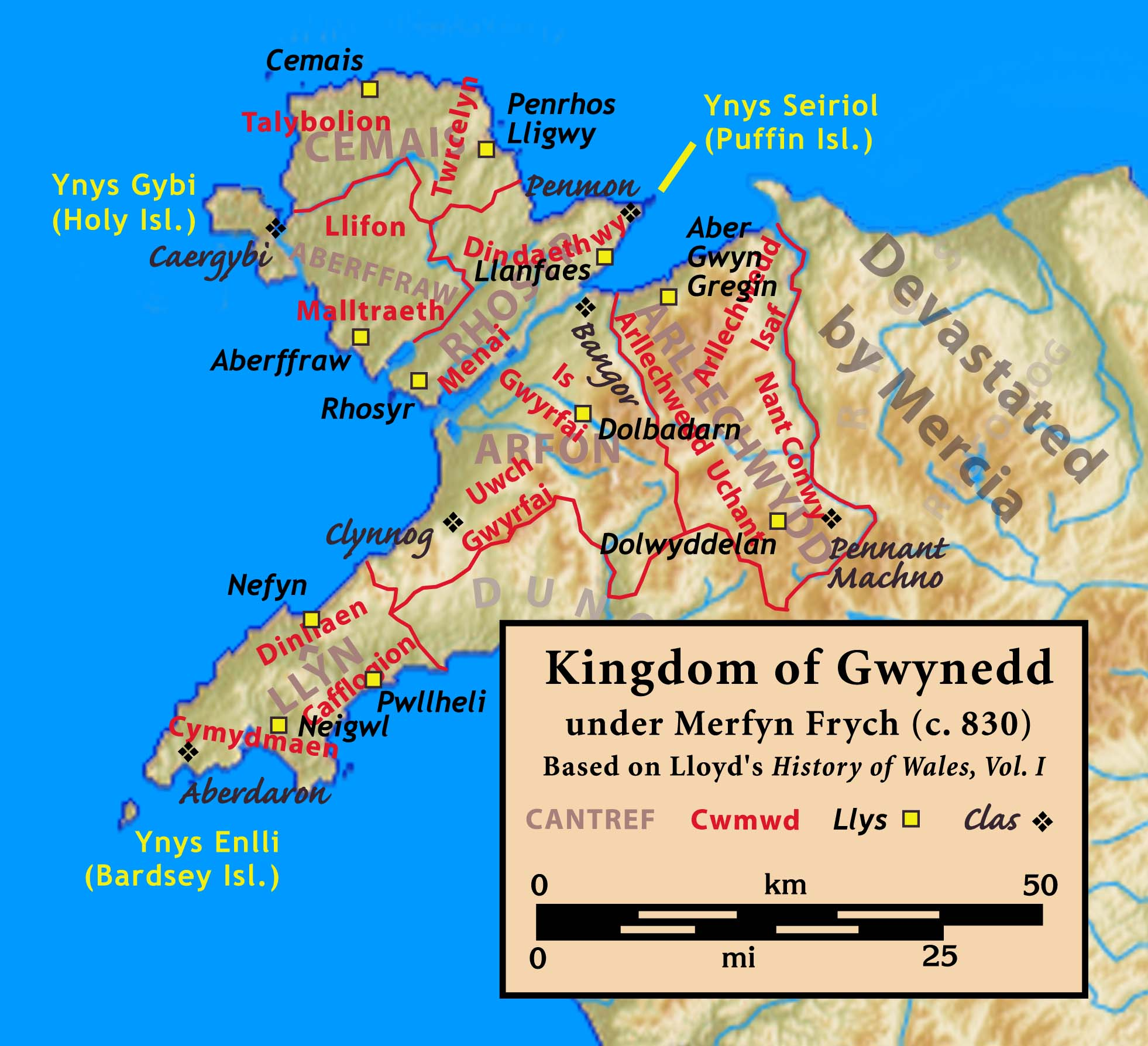
Gwynedd um 830

Die kurze Regierungszeit ihres Vaters war jedoch durch erbitterte Machtkämpfe gekennzeichnet, insbesondere mit dem Prätendenten Hywel, über dessen Herkunft verschiedene Meinungen bestehen. Nach der Genealogie des Jesus College MS 20 und auch nach der Webseite Early British Kingdoms war Hywel ein Sohn von Caradog ap Meirion. Nach anderen Quellen und Historikern, wie David Walker und John Edward Lloyd war dieser Hywel ein Bruder von Ethils Vater und hieß Hywel ap Rhodri Molwynog. Verlässliche Informationen fehlen jedoch, sodass diese Zusammenhänge nicht ganz gesichert sind.
Dieser Bürgerkrieg tobte in Anglesey zwischen 812 und 816 und endete mit der Niederlage und dem Tod ihres Vaters, worauf dessen vermutlicher Bruder Hywel ap Rhodri 816 den Thron bestieg. Da dieser 825 ohne Nachkommen verstarb, wurde Ethil zur alleinigen Erbin des Königreiches Gwynedd.

## Ehe und Nachkommen
Ethil heiratete Gwriad ap Elidyr (Gwriad Sohn von Elidyr), auch Gwriad Manaw oder Guriat genannt (* um 750), König von Ynys Manaw (der Isle of Man). Er war ein Sohn von König Elidyr ap Sandef. Sonst weiß man kaum etwas über sein Leben. An ihn erinnert jedoch ein Steinkreuz, das Guriat Cross, das sich bei Maughold im Norden der Isle of Man befindet.
Bemerkenswert ist, dass sich in ihm zwei bedeutende keltische Dynastien vereinigten. In männlicher Linie stammte er nach den Harleian Genealogies aus der Dynastie der Coelings, die sich von König Coel Hen (Coel der Alte), auch Coel Codebawg (Coel der Beschützer) genannt, ableitet, der nach John Morris zur Zeit des römischen Britannien um 400 als „Dux Brittaniarum“ (Herzog der Briten) der letzte römische Militärgouverneur im Hen Ogledd (dem alten Norden), d. h., in der Region Solway/Carlisle zwischen Südschottland und Nordengland war, in Manaw Gododdin (Gegend um den Firth of Forth) regiert haben soll und später zum Hochkönig des nördlichen Britanniens wurde.
In weiblicher Linie stammt Gwriad über seine väterliche Großmutter Celemion ferch Tutagual aus dem gleichfalls keltischen Haus der Könige der Isle of Man ab, die nach dem Pedigree Nr. 4 des Harleian Manuscript 3859, das die Genealogien der „Men of the North“ enthält, in zwölfter Generation bis zu Anthun (oder Dunaut), einem angeblichen „Sohn“ von Magnus Maximus (* um 335, + 388) zurückreicht. Maximus war ab 380 römischer Statthalter in Britannien und von 384 bis 388 Weströmischer (Gegen-)Kaiser, der in der walisischen Legende als „Macsen Wledig“ eine bedeutende Rolle spielte.
In Ethils Sohn Merfyn Frych ap Gwriad vereinigte sich damit das Erbe von drei keltischen Dynastien Britanniens, die respektive die Region um Carlisle in Schottland, die Insel Man bzw. Gwynedd in Wales beherrschten und die, nach den überlieferten Genealogien, bis in die Spätantike zurückreichen.

### Nachkommen

Wales 844-78 (Rhodri the Great)

1. Merfyn Frych ap Gwriad (Merfyn der Sommersprossige, Sohn von Gwiyad) König von Gwynedd (825–844), ⚭ Nest ferch Cadell, eine Tochter von Cadell ap Brochfael König von Powys (773–808).[24] Sie war die Erbin ihres Bruders König Cyngen ap Cadell, der 855 von seinem Neffen – ihrem Sohn Rhodri Mawr (der Große) – König von Gwynedd (844–878) vertrieben wurde und auf einer Pilgerreise nach Rom verstarb. Zuvor ließ Cyngen aber zu Ehren seines Großvaters, König Eliseg/Elisse von Powys, nahe Llangollen die „Säule des Eliseg“ errichten, die seine Stammreihe bis auf den britischen Hochkönig Vortigern – der die Sachsen Hengist und Horsa ins Land rief – und dessen Ehefrau Sevira, einer Tochter von Magnus Maximus, zurückführte.
  1. Rhodri Mawr (der Große) König von Gwynedd (844–878), König von Powys (ab 855) und seit 872 König von Seisyllwg (Ceredigion und Ystrad Tywi), fiel 878 im Kampf gegen die Engländer unter König Alfred dem Großen († 899).[25] & Angharad T. v. Meurig ap Dyfnwallon, König von Seisyllwg. Er hatte mehrere Söhne, darunter insbesondere:
    1. Anarawd ap Rhodri König von Gwynedd (878–919), genannt: „König der Briten“, der König Alfred den Großen von England als Oberherren anerkannte und Stammvater der späteren Könige und ab 1152 (Unterwerfung von König Owain Gwynedd (regiert 1137–1170) unter König Heinrich II. von England) Fürsten von Gwynedd war. Den letzten Fürsten, Dafydd III. (1282–1283) ließ König Edward I. von England 1283 in Shrewsbury hängen und vierteilen.[26]
    2. Cadell ap Rhodri König von Seisyllwg (878–909) Stammvater der Könige, ab 1135 Fürsten von Deheubarth, die bis 1201 regierten. In weiblicher Linie stammen aus diesem Haus die ab 1075 unabhängigen Fürsten von Powys, die, geteilt in die Linien Powys Wenwynwyn (im Süden) und Powys Fadog (im Norden), bis 1216 bzw. bis 1269 regierten.[27] In weiblicher Linie stammt auch das Haus Tudor von den Fürsten von Deheubarth ab, da dessen Stammvater, Ednyfed Fychan ap Cynwrig, Seneschall von Gwynedd († 1246), Gwenellian, eine Tochter von Rhys ap Gruffydd Fürst von Deheubarth 1153–1197 heiratete.[28]

  2. Gwriad ap Merfin Frych. Er fiel mit seinem älteren Bruder Rhodri Mawr 878 im Kampf gegen die Engländer.